# Cầy mangut Ai Cập
Cầy mangut Ai Cập (danh pháp khoa học: Herpestes ichneumon) là một loài động vật có vú trong họ Cầy mangut, bộ Ăn thịt. Loài này được Linnaeus mô tả năm 1758.
Cầy mangut Ai Cập có thể được tìm thấy ở Ai Cập, Tây Ban Nha, Bồ Đào Nha, Israel, và hầu hết các tiểu vùng Sahara châu Phi, trừ Cộng hòa Dân chủ trung tâm của Congo, Tây Nam Phi, và Namibia. Nó đã được giới thiệu tới Madagascar, Bồ Đào Nha, Tây Ban Nha và Ý.
Tại châu Âu, loài này hiện diện chủ yếu ở bán đảo Iberia, nơi chúng được du nhập trong thời gian chiếm đóng Ả Rập (kéo dài, toàn bộ, từ năm 711 đến năm 1492, mặc dù rõ rệt hơn ở một số khu vực phía nam). Người Ả Rập thể đã được nhập cầy này, và có lẽ cũng là Genet (Genetta genetta), để săn chuột. Một số cá thể, thoát khỏi nơi nuôi nhốt, trở thành cầy mangut hoang. Loài này được biết đến với tên "meloncillo" trong tiếng Tây Ban Nha và "sacarrabos" ở Bồ Đào Nha.
Loài này thích sống trong các khu rừng, đồng cỏ nhiệt đới, hoặc chà, nhưng không bao giờ xa nước. 

## Hình ảnh

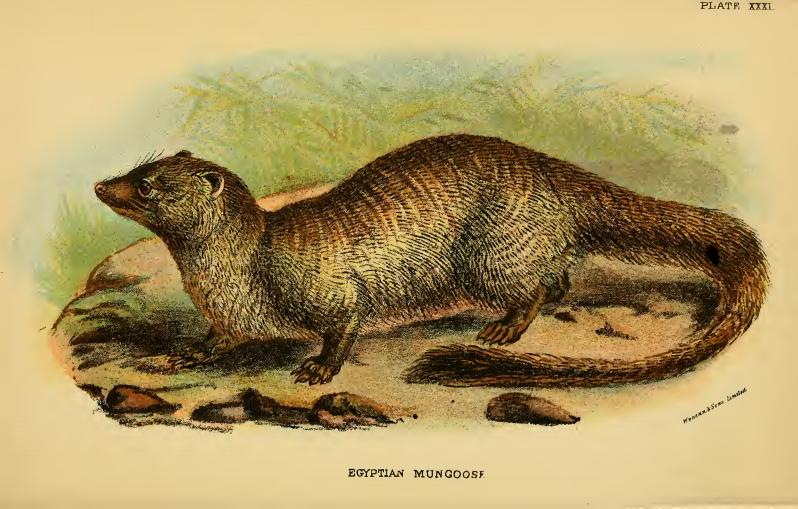
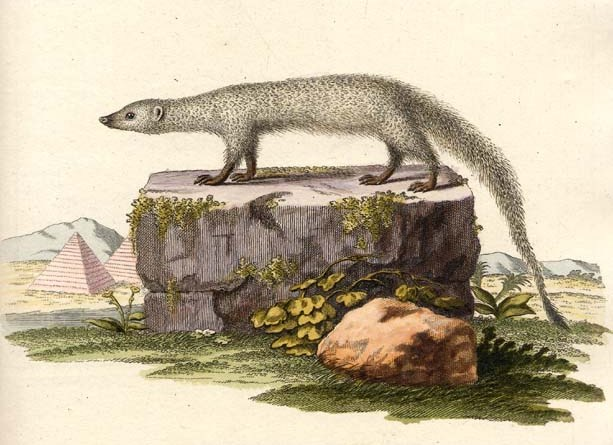
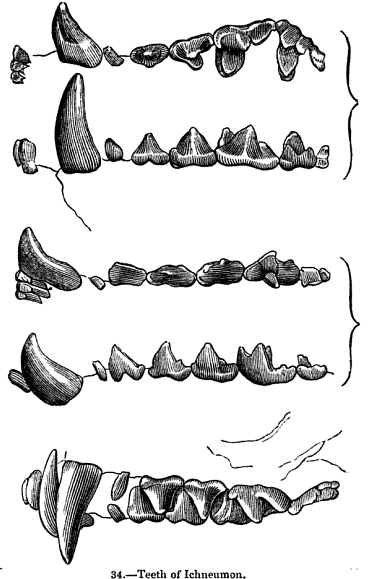